# Eleccions presidencials eslovenes de 1990
Les eleccions presidencials es van celebrar a Eslovènia el 8 d'abril de 1990, amb una segona volta el 22 d'abril. L'electorat va triar els quatre membres de la presidència i el president de la presidència. Ciril Zlobec, Ivan Oman, Matjaž Kmecl i Dušan Plut van ser elegits per a la presidència, mentre que Milan Kučan va ser escollit president a la segona volta.
Els quatre membres de la presidència van ser elegits per vot múltiple amb què es podia votar fins a quatre candidats. Van ser elegits els quatre candidats amb més vots.